# Station Greenisland
Station Greenisland  is een spoorwegstation in Greenisland in het Noord-Ierse graafschap Antrim. Het station ligt aan de lijn naar Larne. Greenisland werd in 1848 geopend als Carrickfergus Junction. Vanaf het oorspronkelijke station liep in het verleden een verbindingsspoor naar Monkstown aan de lijn Belfast - Derry.